# 서론
서론은 처음의 한 줄이 글 전체의 인상을 좌우하는 것처럼 글의 서론은 논술의 첫 단계로 매우 중요한 의미를 지닌다. 
서론 단락에서는 자신이 주장하고자 하는 방향을 암시해 주고 어떤 내용으로 전개될 것 인가를 나타내 주는 부분이다. 독자에게 글을 읽으려는 의욕을 불러일으키고, 강한 인상을 주기 위해서는 서론 쓰기는 매우 중요하다. 서론 쓰기에는 정해진 규칙은 없으나 일반적인 진술로 시작하여, 차츰 그 일반적 진술을 좁게 한정해 나간다. 
즉 넓은 개념으로 시작하여 차츰 그 내용을 제한하고, 예시하고, 비교하고, 규정하는 과정에서 서론 단락이 완성된다.